# Recurvirostra novaehollandiae
L'avocetta collorosso (Recurvirostra novaehollandiae Vieillot, 1816) è un uccello della famiglia dei Recurvirostridi endemico dell'Australia.

## Descrizione

### Dimensioni
Misura 40-48 cm di lunghezza, per 270-390 g di peso; il tarso ha una lunghezza di 81-97 mm nel maschio e 81-90 mm nella femmina.

### Aspetto
Il maschio ha dei tarsi leggermente più sviluppati di quelli della sua controparte femminile (circa il 10% in media). Negli adulti, la testa e il collo sono di colore castano-rossastro scuro e contrastano fortemente con il piumaggio bianco del resto del corpo. Gli occhi sono contornati da un anello orbitale bianco. Sui lati del dorso è possibile distinguere due larghe strisce parallele nere. Le copritrici alari e le 7 primarie esterne presentano una colorazione nerastra. Questa disposizione dei colori ricorda molto quella dell'avocetta comune.
Il becco nero è fortemente curvato verso l'alto. Le zampe sono di colore grigio-bluastro chiaro.
Nella femmina, il becco è più fortemente incurvato verso l'alto. Tuttavia, il dimorfismo sessuale è nettamente meno pronunciato di quello delle avocette comuni e delle avocette americane, suoi parenti stretti. Non esistono variazioni stagionali, e pertanto non esiste né un piumaggio d'eclissi né un piumaggio nuziale.
I giovani sono abbastanza simili ai loro genitori, sebbene presentino la testa e il collo di un colore più marroncino. La base del becco è circondata da un largo anello chiaro ben visibile.

## Biologia

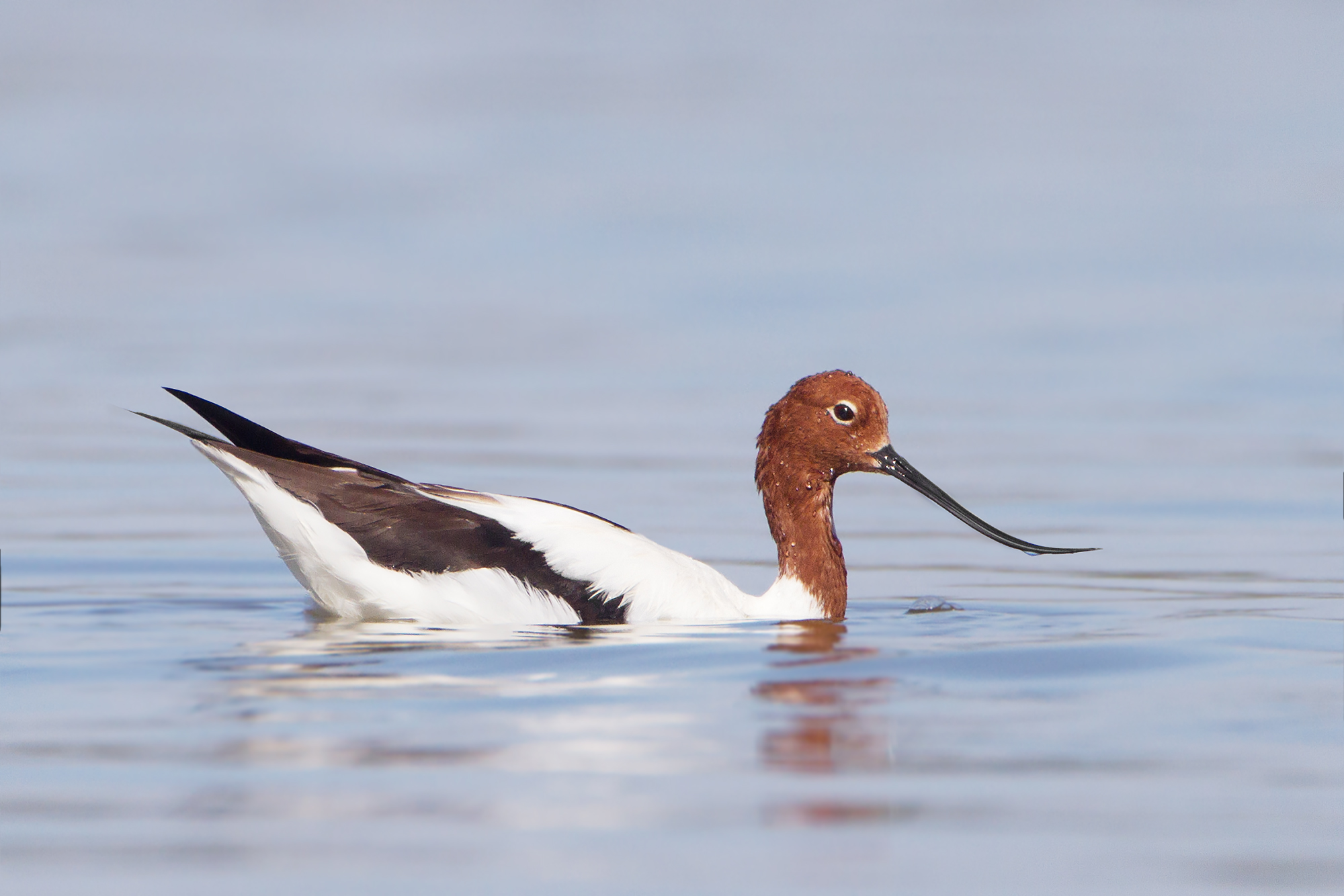
Esemplare nel lago Joondalup (Australia Occidentale).

In questa specie i movimenti migratori sono visibili solamente negli esemplari presenti nelle regioni meridionali dell'Australia, sulla base dei cambiamenti del livello delle acque in cui questi animali sono soliti vivere. Spostamenti tra la costa e l'interno del paese e viceversa sono dovuti a siccità temporanee. Siccità gravi e prolungate, invece, provocano spostamenti massicci e inattesi (noti come irruzioni), a seguito dei quali alcuni esemplari possono ritrovarsi anche ad est della Grande Catena Divisoria, dove la specie non si spinge generalmente mai.

### Alimentazione
La dieta di questa specie non è ancora stata studiata in dettaglio. Le avocette collorosso consumano una grande varietà di invertebrati acquatici, tra cui anellidi e lombrichi, molluschi e una vasta gamma di crostacei e di insetti.
Si nutrono anche spazzando le acque basse o le distese di fango con il loro becco a forma di falce. Talvolta catturano le prede anche beccando dove la sabbia è più morbida. Le avocette collorosso hanno un'attività prevalentemente diurna.

### Riproduzione
In alcune regioni del sud del paese le avocette australiane si riproducono tra il mese di agosto e quello di gennaio. Altrove, sono più opportuniste e dipendono principalmente dagli affioramenti umidi creati da straripamenti e inondazioni modeste. Questi trampolieri di medie dimensioni nidificano da soli, in coppie isolate o in colonie che possono contenere fino a 150 individui. Talvolta, si associano ai cavalieri testabianca (Himantopus leucocephalus) o ad altri trampolieri acquatici con i quali formano dei raggruppamenti plurispecifici.
I nidi distano tra loro da 1 a 6 metri. Questi sono semplici depressioni sul terreno imbottite con della vegetazione. Ciascuna covata comprende generalmente 4 uova che vengono probabilmente covate per 23-25 giorni. Alla nascita, i pulcini sono ricoperti da un morbido piumino di colore camoscio sul dorso e bianco sul ventre. Essi presentano un largo sopracciglio di colore marrone scuro, delle macchie marroni sul vertice e altre macchie disposte a coppie sul dorso. Questi pulcini sono nidifugi. Nonostante entrambi i genitori si occupino delle cure parentali, il successo riproduttivo è relativamente limitato, con un tasso di sopravvivenza del 31%.

## Distribuzione e habitat
Questi trampolieri di medie dimensioni sono endemici del continente australiano. Il loro areale, estremamente frammentato, è relegato principalmente al sud del paese, in particolare all'Australia Meridionale, allo stato di Victoria e all'Australia Occidentale. La specie è del tutto assente dal Territorio del Nord. Una popolazione isolata vive nel Queensland, più precisamente nella penisola di capo York e nella regione di Cairns.
Le avocette collorosso nidificano preferibilmente nei laghi salati situati nell'entroterra. Frequentano anche, e addirittura vi nidificano abbastanza regolarmente, le zone umide effimere. Occupano generalmente tutti i tipi di habitat umidi con i più diversi gradi di salinità, compresi laghi ipersalini, specchi d'acqua dolce, bacini artificiali, lagune, paludi, bacini usati per il trattamento delle acque reflue e banchine poco profonde dei fiumi, nonché estuari.

## Conservazione
La IUCN classifica l'avocetta collorosso come «specie a rischio minimo» (Least Concern). Il numero totale degli esemplari supera probabilmente le 100.000 unità, stanziate principalmente lungo le sponde del lago Eyre nell'Australia Meridionale (dove negli anni '80 ne furono censiti più di 60.000 individui). Malgrado il declino progressivo degli habitat umidi in cui la specie era solita vivere, quest'ultima si è adattata benissimo, entro una certa misura, anche ad habitat artificiali quali saline e impianti di trattamento delle acque. In passato la specie era presente anche in Nuova Zelanda, ma è probabile che sia ormai scomparsa da questo paese.